# Fernando Cruz
Fernando Cruz (12. srpna 1940 Lisabon – 16. srpna 2025) byl portugalský fotbalista, levý obránce.

## Fotbalová kariéra
Portugalskou ligu hrál za Benficu Lisabon, nastoupil ve 227 ligových utkáních a získal s Benficou osm mistrovských titulů a 4 vítězství v poháru. V Poháru mistrů evropských zemí nastoupil v 53 utkáních a ve Veletržním poháru nastoupil ve 2 utkáních. V Interkontinentálním poháru nastoupil v 5 utkáních. V letech 1961 a 1962 s Benficou získal Pohár mistrů evropských zemí. Kariéru zakončil ve Francii v Paris Saint-Germain FC a ve Venezuele v Club Deportivo Portugués. Za portugalskou reprezentaci nastoupil v letech 1961-1968 v 11 utkáních. S portugalskou fotbalovou reprezentací získal bronzovou medaili na mistrovství světa roku 1966, ale v utkání nenastoupil a zůstal jen mezi náhradníky.

## Ligová bilance
| Ročník                        | Zápasy | Góly | Klub                   |
| ----------------------------- | ------ | ---- | ---------------------- |
| 1. portugalská liga 1959/1960 | 19     | 0    | Benfica Lisabon        |
| 1. portugalská liga 1960/1961 | 26     | 0    | Benfica Lisabon        |
| 1. portugalská liga 1961/1962 | 26     | 0    | Benfica Lisabon        |
| 1. portugalská liga 1962/1963 | 23     | 0    | Benfica Lisabon        |
| 1. portugalská liga 1963/1964 | 18     | 0    | Benfica Lisabon        |
| 1. portugalská liga 1964/1965 | 20     | 0    | Benfica Lisabon        |
| 1. portugalská liga 1965/1966 | 23     | 0    | Benfica Lisabon        |
| 1. portugalská liga 1966/1967 | 23     | 0    | Benfica Lisabon        |
| 1. portugalská liga 1967/1968 | 24     | 0    | Benfica Lisabon        |
| 1. portugalská liga 1968/1969 | 23     | 0    | Benfica Lisabon        |
| 1. portugalská liga 1969/1970 | 1      | 0    | Benfica Lisabon        |
| 1. francouzská liga 1970/1971 | 24     | 0    | Paris Saint-Germain FC |
| CELKEM 1. portugalská liga    | 227    | 0    |                        |
| CELKEM 1. francouzská liga    | 24     | 0    |                        |